# Tony Feitsma
Anthonia (Tony) Feitsma (Brantgum, 18 januari 1928 - Leeuwarden, 9 augustus 2009) was hoogleraar Fries aan de VU in Amsterdam.

## Biografie
Tony Feitsma werd geboren op een boerderij in Brantgum en groeide op in een nieuwe boerderij in de Wieringermeer. Ze bezocht het gymnasium Murmellius in Alkmaar en studeerde Fries, Deens en Frans aan de UvA. Na een jaar of vijf als lerares Frans in Harlingen te hebben gewerkt, werd ze in 1961 wetenschappelijk medewerker bij het Frysk Institút te Groningen. In augustus 1968 werd ze aangesteld als wetenschappelijk medewerker aan de VU. In 1974 promoveerde Feitsma cum laude op het Middelfries van Gysbert Japicx en in 1976 werd ze benoemd tot buitengewoon hoogleraar Fries aan de VU, wat ze bleef tot haar emeritaat in 1993.
Tony Feitsma heeft zich haar hele leven ingezet voor het Fries. Ze schreef voornamelijk over taalwetenschap, maar ook over het Friese onderwijs en de sociale geschiedenis van het Fries. In 2008 startte ze haar eigen fonds om het Fries in het dagelijks leven te ondersteunen, waarbij ze het gebruik van de taal die ze altijd heeft gestudeerd wilde ondersteunen.
Tony Feitsma was ook actief op cultureel en politiek gebied. Zo zat ze in het bestuur van de Koperative Utjouwerij en was ze in de beginjaren voorzitter van de Friese Nationale Partij.
Na haar overlijden werd de nalatenschap van Feitsma beheerd door de Stichting Feitsma voor het Fries. In september 2022 verscheen een Friestalige biografie over haar van de predikant en frisist Liuwe H. Westra: Pionier foar it Frysk: Libben en Striid fan Tony Feitsma.